# Sainte-Néomaye
Sainte-Néomaye est une commune du Centre-Ouest de la France située dans le département des Deux-Sèvres, en région Nouvelle-Aquitaine.
Ses habitants sont appelés les Néomadiens.

## Géographie

### Climat
Pour des articles plus généraux, voir Climat de la Nouvelle-Aquitaine et Climat des Deux-Sèvres.
Historiquement, la commune est exposée à un climat océanique du nord-ouest.  
En 2020, Météo-France publie une typologie des climats de la France métropolitaine dans laquelle la commune est exposée à un climat océanique et est dans la région climatique  Poitou-Charentes, caractérisée par un bon ensoleillement, particulièrement en été et des vents modérés.
Pour la période 1971-2000, la température annuelle moyenne est de 11,8 °C, avec une amplitude thermique annuelle de 14,7 °C. Le cumul annuel moyen de précipitations est de 960 mm, avec 13 jours de précipitations en janvier et 7,4 jours en juillet. Pour la période 1991-2020, la température moyenne annuelle observée sur la station météorologique la plus proche, située sur la commune de Saint-Maixent-l'École à 6 km à vol d'oiseau, est de 13,4 °C et le cumul annuel moyen de précipitations est de 940,4 mm,. Pour l'avenir, les paramètres climatiques de la commune estimés pour 2050 selon différents scénarios d’émission de gaz à effet de serre sont consultables sur un site dédié publié par Météo-France en novembre 2022.

## Urbanisme

### Typologie
Au 1er janvier 2024, Sainte-Néomaye est catégorisée commune rurale à habitat dispersé, selon la nouvelle grille communale de densité à sept niveaux définie par l'Insee en 2022.
Elle est située hors unité urbaine. Par ailleurs la commune fait partie de l'aire d'attraction de Niort, dont elle est une commune de la couronne,. Cette aire, qui regroupe 91 communes, est catégorisée dans les aires de 50 000 à moins de 200 000 habitants,.

### Occupation des sols
L'occupation des sols de la commune, telle qu'elle ressort de la base de données européenne d’occupation biophysique des sols Corine Land Cover (CLC), est marquée par l'importance des territoires agricoles (79,8 % en 2018), en diminution par rapport à 1990 (82,6 %). La répartition détaillée en 2018 est la suivante : 
terres arables (57,1 %), zones agricoles hétérogènes (14,7 %), zones urbanisées (9,8 %), prairies (8,1 %), forêts (7,4 %), zones industrielles ou commerciales et réseaux de communication (3 %). L'évolution de l’occupation des sols de la commune et de ses infrastructures peut être observée sur les différentes représentations cartographiques du territoire : la carte de Cassini (XVIIIe siècle), la carte d'état-major (1820-1866) et les cartes ou photos aériennes de l'IGN pour la période actuelle (1950 à aujourd'hui).

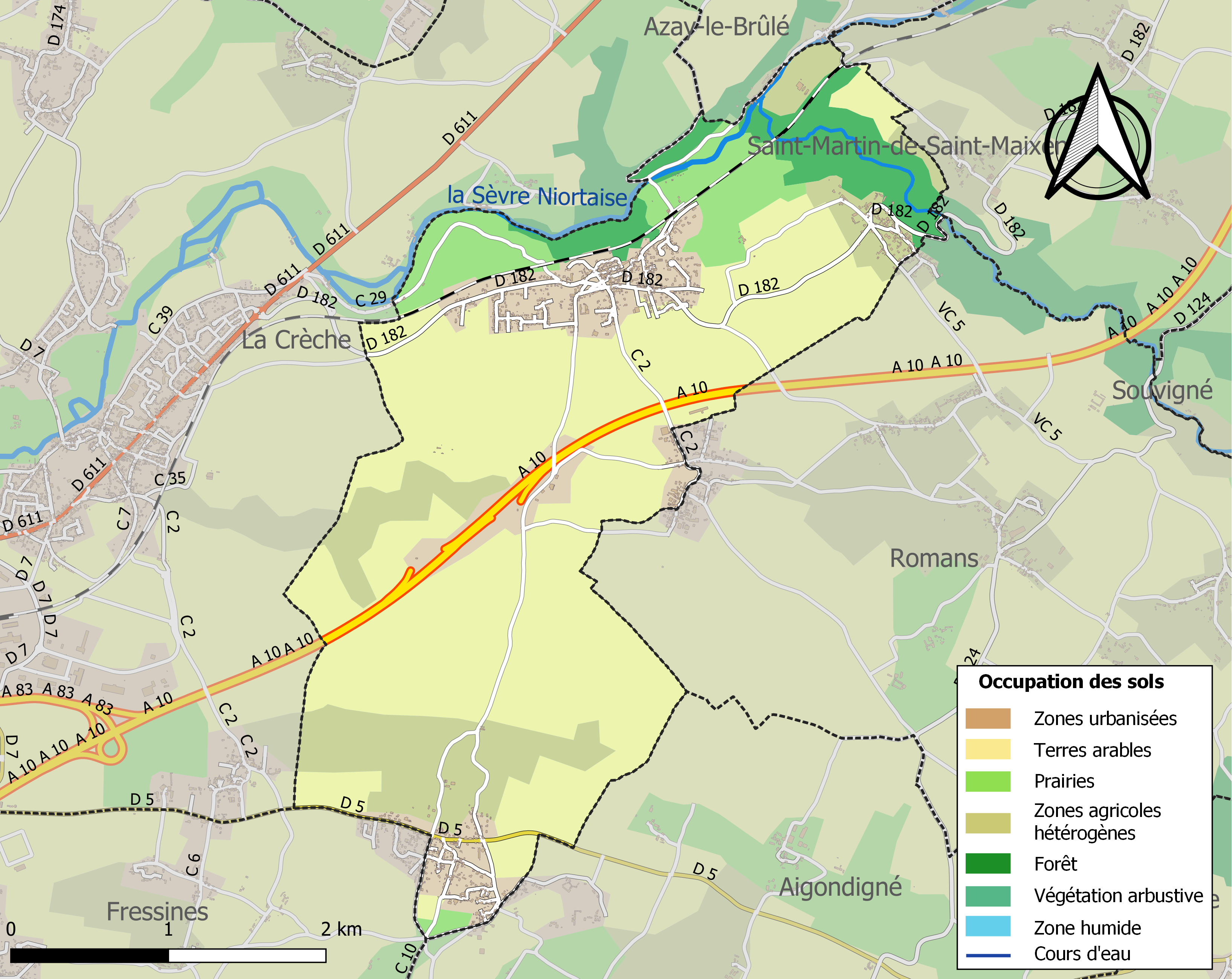
Carte des infrastructures et de l'occupation des sols de la commune en 2018 (CLC).

### Risques majeurs
Le territoire de la commune de Sainte-Néomaye est vulnérable à différents aléas naturels : météorologiques (tempête, orage, neige, grand froid, canicule ou sécheresse), inondations, mouvements de terrains et séisme (sismicité modérée). Il est également exposé à un risque technologique,  le transport de matières dangereuses. Un site publié par le BRGM permet d'évaluer simplement et rapidement les risques d'un bien localisé soit par son adresse soit par le numéro de sa parcelle.

#### Risques naturels
Certaines parties du territoire communal sont susceptibles d’être affectées par le risque d’inondation par débordement de cours d'eau, notamment la Sèvre Niortaise et l'Hermitain. La commune a été reconnue en état de catastrophe naturelle au titre des dommages causés par les inondations et coulées de boue survenues en 1982, 1983, 1992, 1993, 1995, 1999 et 2010,. Le risque inondation est pris en compte dans l'aménagement du territoire de la commune par le biais du plan de prévention des risques inondation (PPRI) de la « Vallée de la Sèvre Niortaise amont », approuvé le 21 mars 2017, dont le périmètre regroupe 17 communes.

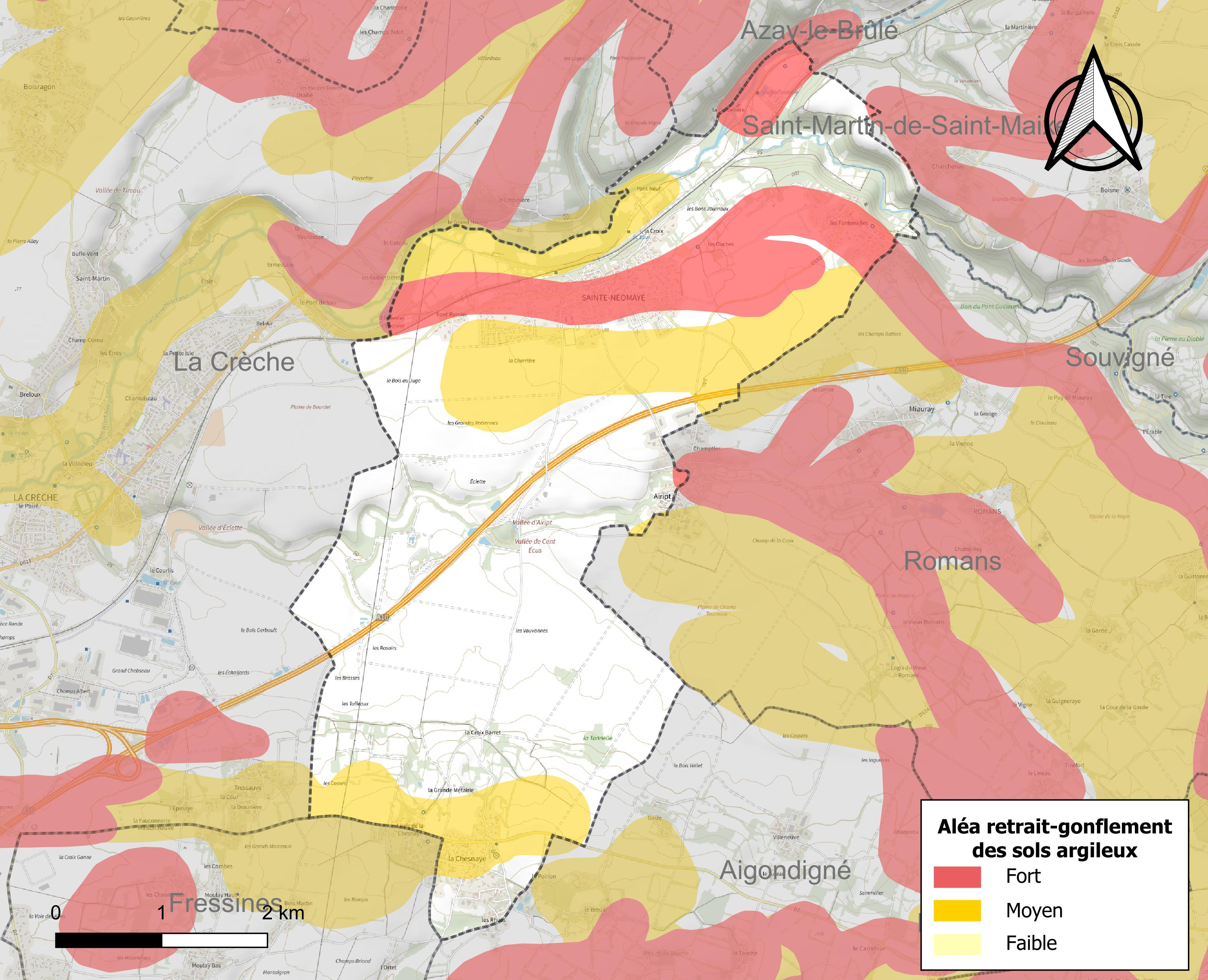
Carte des zones d'aléa retrait-gonflement des sols argileux de Sainte-Néomaye.

Les mouvements de terrains susceptibles de se produire sur la commune sont des tassements différentiels. Le retrait-gonflement des sols argileux est susceptible d'engendrer des dommages importants aux bâtiments en cas d’alternance de périodes de sécheresse et de pluie. 37,1 % de la superficie communale est en aléa moyen ou fort (54,9 % au niveau départemental et 48,5 % au niveau national). Depuis le 1er octobre 2020, en application de la loi ELAN, différentes contraintes s'imposent aux vendeurs, maîtres d'ouvrages ou constructeurs de biens situés dans une zone classée en aléa moyen ou fort,.
La commune a été reconnue en état de catastrophe naturelle au titre des dommages causés par la sécheresse en 1989 et par des mouvements de terrain en 1999 et 2010.

## Histoire

### Première
La commune tire son nom de sainte Néomaye, vierge du Ve siècle, patronne des bergères. 
Le fief local appartenait à une famille noble éponyme du Poitou. Nous citerons notamment : Hugues de Sainte Néomaye (seigneur de Sainte Néomaye, né vers 1160) et sa fille Arsende (dame et héritière du fief) et qui se maria à Hugues VII de Beauçay. Par ce mariage, le fief et le château passèrent au sein de la famille de Beauçay et ils le restèrent jusque vers 1373.
A cette date, le seigneur de Mussidan tenait le château en gage, car il avait prêté la somme de 10.000 Francs à Jeanne de Bauçay, femme de Charles d’Artois, comte de Longueville. Jeanne de Beauçay était fille d’Hugues de Bauçay, et dame de Champigny sur Veude (37) et de Sainte Néomaye (79).
Le fief de Sainte Néomaye fut confié par le roi de France, dès 1373, à Alain de Beaumont, car ce dernier l’avait conquis sur les anglais : 
mars 1373 : don à Alain de Beaumont du château et de la châtellenie de Sainte Néomaye, et des terres en dépendant, d'une valeur de six cents livres de rente, confisqués sur le sire de Mussidan, rebelle et partisan des anglais. Alain de Beaumont avait pris et remis ledit château en l'obéissance du roi.
La donation du château et de la châtellenie de Sainte Néomaye - qu'Alain de Beaumont conserva pendant environ quinze ans - lui fut confirmée et amplifiée le 10 février 1377 par lettre du roi. 
L’acte de vente définitif par Jeanne de Beauçay au roi Charles IV de la terre de Sainte Néomaye fut passé à Loudun, le 31 août 1387. Deux copies authentiques en existent aux Archives nationales (J. 181b, n° 99, et J. 187, n° 30).
Très curieusement, les gens de la région nommaient parfois le village Saint-Tremoi (Orthographe indéfinie). Entendu vers 1960 par Pierre Jarillon et attesté par son père Alphonse (né en 1905 à Beaussais, Deux-Sèvres) qui l'avait toujours entendu.

### Première Guerre mondiale (1914-1918)
Le monument aux morts de la commune compte dix-neuf noms de soldats morts au cours de la Première Guerre mondiale.

## Événements
Depuis le XVIIIe siècle, a lieu chaque année à Sainte-Néomaye la Foire aux Mules, début juillet. C’est aussi un rendez-vous où s'expose les associations de la commune ainsi que quelques vieux métiers.
Le Haut Val de Sèvre a été le haut lieu de production des mules et mulets du Poitou exportés dans le monde entier et particulièrement dans le Sud de l'Europe (Espagne, Italie, Portugal). Mules et mulets du Poitou sont le produit de la fécondation de juments mulassières poitevines par les baudets du Poitou. Ils sont, par excellence, des animaux de trait des routes montagneuses.
Le  baudet dit "bouraillou", aux poils longs et grandes oreilles, fait la joie des enfants tant par son originalité que sa sympathie. Des éleveurs ainsi que des passionnés perpétuent encore la tradition de cette race.

## Politique et administration
| Période    | Période  | Identité             | Étiquette | Qualité |
| ---------- | -------- | -------------------- | --------- | ------- |
| avant 1988 | ?        | Jean-Claude Drossard |           |         |
| mars 2001  | En cours | Roger Largeaud       | PS        |         |

## Démographie
À partir du XXIe siècle, les recensements réels des communes de moins de 10 000 habitants ont lieu tous les cinq ans. Pour Sainte-Néomaye, cela correspond à 2005, 2010, 2015, etc. Les autres dates de « recensements » (2006, 2009, etc.) sont des estimations légales.
| 1793 | 1800 | 1806 | 1821 | 1831 | 1836 | 1841 | 1846 | 1851 |
| ---- | ---- | ---- | ---- | ---- | ---- | ---- | ---- | ---- |
| 803  | 802  | 822  | 903  | 936  | 981  | 947  | 943  | 964  |

| 1856 | 1861 | 1866 | 1872 | 1876 | 1881 | 1886 | 1891 | 1896 |
| ---- | ---- | ---- | ---- | ---- | ---- | ---- | ---- | ---- |
| 929  | 955  | 919  | 805  | 816  | 829  | 786  | 776  | 772  |

| 1901 | 1906 | 1911 | 1921 | 1926 | 1931 | 1936 | 1946 | 1954 |
| ---- | ---- | ---- | ---- | ---- | ---- | ---- | ---- | ---- |
| 750  | 720  | 720  | 600  | 550  | 517  | 560  | 604  | 610  |

| 1962 | 1968 | 1975 | 1982 | 1990 | 1999 | 2005  | 2006  | 2010  |
| ---- | ---- | ---- | ---- | ---- | ---- | ----- | ----- | ----- |
| 622  | 577  | 566  | 642  | 697  | 843  | 1 075 | 1 125 | 1 339 |

| 2015  | 2020  | 2022  | - | - | - | - | - | - |
| ----- | ----- | ----- | - | - | - | - | - | - |
| 1 346 | 1 331 | 1 353 | - | - | - | - | - | - |

## Lieux et monuments
Architecture civile :
- Château des Fontenelles du XIXe siècle.
- Château de Sainte-Néomaye du XIXe siècle ? avec des parties anciennes dont une fuie (pigeonnier).

```
 "Le Château" logis urbain édifié vers 1770 pour les marquis de Talaru, seigneurs du lieu;
```

- Vieille maison avec escalier extérieur (maison à ballet) dans le bourg.
- Le Pont Neuf, pont muletier du 12ème siècle.

Architecture sacrée :
- Église Sainte-Néomaye de Sainte-Néomaye, romane du XIIe siècle, remaniée depuis, qui possède un bénitier du XVIIIe siècle ainsi qu'un pigeonnier dans son clocher. Elle est inscrite à l'Inventaire général du patrimoine culturel[24]. le décor mural d'un chapelle latérale porte le chiffre couronné des Talaru (famille éteinte en ligne directe en 1850).

## Personnalités liées à la commune
- Charles Vincent-Molinière, (1777-1859), homme politique, député des Deux-Sèvres.

```
  Juliette Porton (1872-1961), fille de pasteur protestant et poétesse.
```